# Peplomyza intermedia
Peplomyza intermedia är en tvåvingeart som beskrevs av Remm 1979. Peplomyza intermedia ingår i släktet Peplomyza och familjen lövflugor.
Artens utbredningsområde är Ukraina. Inga underarter finns listade i Catalogue of Life.